# 26時間ちょっとテレビ
26時間ちょっとテレビ～日本テレビ系人気番組開運年越し祭～（にじゅうろくじかんちょっとテレビ～にほんテレビけいにんきばんぐみかいうんとしこしまつり～）は、日本テレビ系列にて、2007年12月31日18:00～2008年1月1日21:00（JST）にかけて放送された長時間特別番組枠。
この番組にはフリーアナウンサー・元NHKアナウンサーの宮本隆治と当時日本テレビアナウンサーの宮崎宣子が総合司会を務めた。なお、日本テレビ系列では毎年8月後半に24時間テレビ 「愛は地球を救う」を放送しているが、この番組とはコンセプトが大きく異なる。

## タイムスケジュール
2007年12月31日

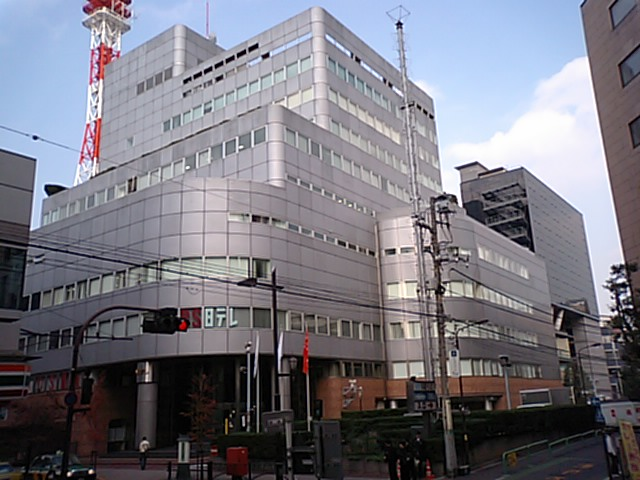
『シャル・ウィ・ダンス?』と『幹事さまぁ〜ず』の生放送が行われた日テレ麹町分室

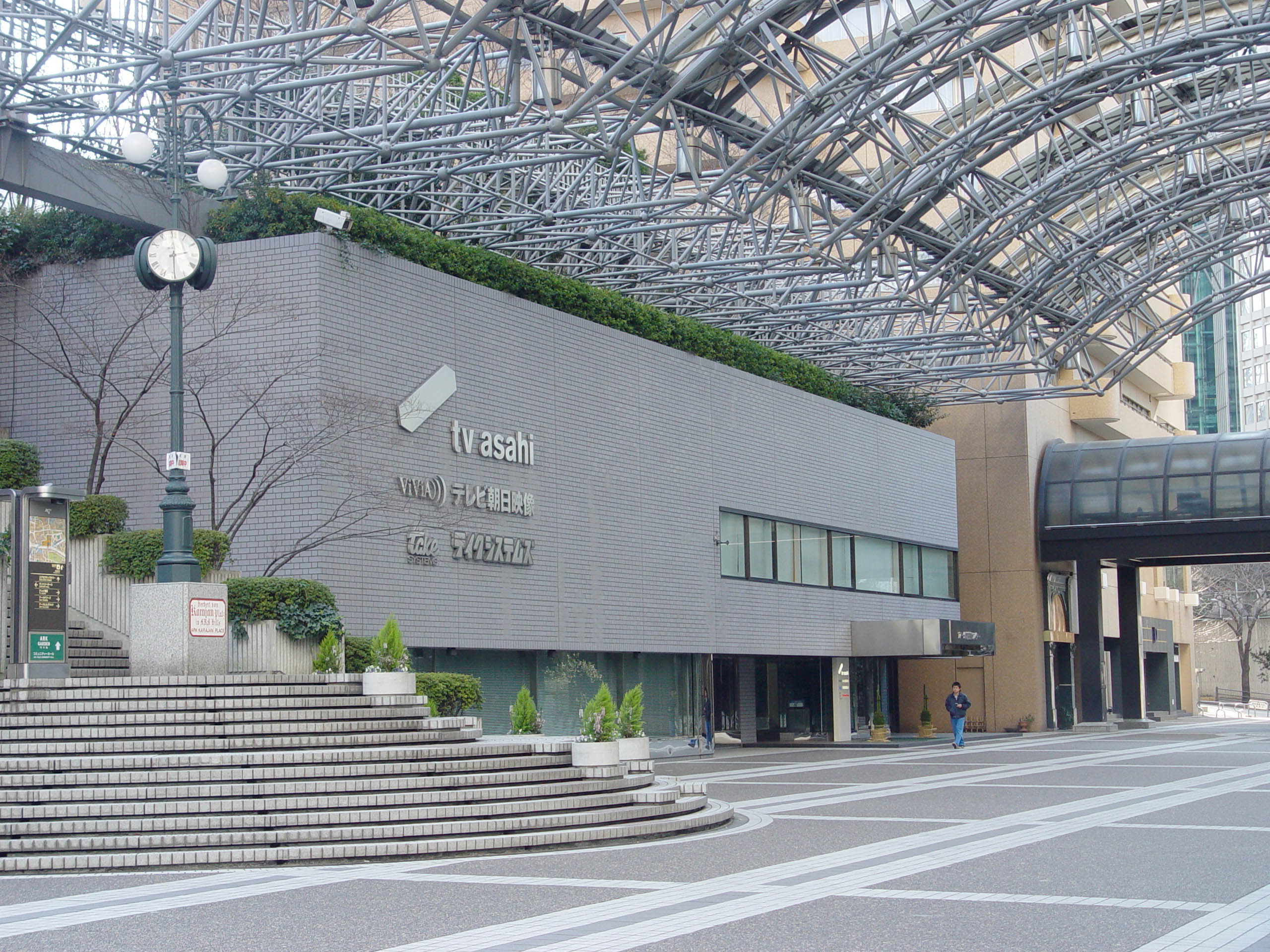
『ぐるナイおもしろ荘』の生放送が行われたテイクスタジオARK

- 18:00～：「大晦日の夢の3時間生放送スペシャル! オールスター社交ダンスフェスティバル『シャル・ウィ・ダンス?』」（日テレ麹町分室・Gスタジオから生放送）[1][2]
- 21:00～：「ダウンタウンのガキの使いやあらへんで!! 大晦日年越しスペシャル ～絶対に笑ってはいけない病院24時～」 - 唯一の収録番組のため、番組途中での縦軸企画はなかった。

2008年1月1日
- 0:20～：「ぐるぐるナインティナインおもしろ荘 レア芸人だけで生放送 祭りだオッパッピー！」（六本木・テイクスタジオARKから生放送、縦軸企画パートはS1スタジオからの放送）
- 2:30～：「幹事さまぁ〜ず 女だらけの大新年（生） アイドルいちご祭り2008」（麹町分室・Kスタジオから生放送、開運ナビゲーターはこの時間帯で汐留→Kスタジオ→汐留へと移動した。『大食い「すし駅伝」!!』に関しては枠内コーナーとしての簡易形態だった）[3]
- 6:00～：「新春ズームイン!!SUPER2008 今年のテーマは…「しあわせメッセージ」」（汐留・日本テレビタワーマイスタジオから生放送）[4]
- 9:00～：「大笑点2008!!」（汐留・日本テレビタワーS1スタジオから生放送）

## 縦軸企画
開運!ちょっテレクイズ
- 番組中に発表されるキーワードクイズの正解者から抽選で豪華お年玉がプレゼントされるコーナーだった。
- 26時間通してキーワードを出す訳ではなく、何回に分けて出題される。そのため、フルネットされない地域でも放送されている時間帯の問題なら参加が可能だった。

大食い「すし駅伝」!!
- 日米のフードファイター達（一部タレントも参加）がすし2,008貫完食を目指し、駅伝方式で挑戦するコーナーだった。

## ネット局
フルネットを行わない地域の一部では、新聞発表上で「26時間ちょっとテレビ」の冠が外されていた（実際の放送では外されていなかった）。
| 放送対象地域   | 放送局                             | 系列                                         |
| -------------- | ---------------------------------- | -------------------------------------------- |
| 関東広域圏     | 日本テレビ（NTV） 【制作・幹事局】 | 日本テレビ系列                               |
| 北海道         | 札幌テレビ（STV）                  | 日本テレビ系列                               |
| 青森県         | 青森放送（RAB）                    | 日本テレビ系列                               |
| 岩手県         | テレビ岩手（TVI）                  | 日本テレビ系列                               |
| 宮城県         | ミヤギテレビ（MMT）                | 日本テレビ系列                               |
| 秋田県         | 秋田放送（ABS）                    | 日本テレビ系列                               |
| 山形県         | 山形放送（YBC）                    | 日本テレビ系列                               |
| 福島県         | 福島中央テレビ（FCT）              | 日本テレビ系列                               |
| 新潟県         | テレビ新潟（TeNY）                 | 日本テレビ系列                               |
| 長野県         | テレビ信州（TSB）                  | 日本テレビ系列                               |
| 山梨県         | 山梨放送（YBS）                    | 日本テレビ系列                               |
| 静岡県         | 静岡第一テレビ（SDT）              | 日本テレビ系列                               |
| 中京広域圏     | 中京テレビ（CTV）                  | 日本テレビ系列                               |
| 富山県         | 北日本放送（KNB）                  | 日本テレビ系列                               |
| 石川県         | テレビ金沢（KTK）                  | 日本テレビ系列                               |
| 福井県         | 福井放送（FBC）                    | 日本テレビ系列                               |
| 近畿広域圏     | 読売テレビ（ytv）                  | 日本テレビ系列                               |
| 鳥取県・島根県 | 日本海テレビ（NKT）                | 日本テレビ系列                               |
| 広島県         | 広島テレビ（HTV）                  | 日本テレビ系列                               |
| 山口県         | 山口放送（KRY）                    | 日本テレビ系列                               |
| 徳島県         | 四国放送（JRT）                    | 日本テレビ系列                               |
| 香川県・岡山県 | 西日本放送（RNC）                  | 日本テレビ系列                               |
| 愛媛県         | 南海放送（RNB）                    | 日本テレビ系列                               |
| 高知県         | 高知放送（RKC）                    | 日本テレビ系列                               |
| 福岡県         | 福岡放送（FBS）                    | 日本テレビ系列                               |
| 長崎県         | 長崎国際テレビ（NIB）              | 日本テレビ系列                               |
| 熊本県         | くまもと県民テレビ（KKT）          | 日本テレビ系列                               |
| 大分県         | テレビ大分（TOS）                  | 日本テレビ系列 フジテレビ系列                |
| 宮崎県         | テレビ宮崎（UMK）                  | フジテレビ系列 日本テレビ系列 テレビ朝日系列 |
| 鹿児島県       | 鹿児島読売テレビ（KYT）            | 日本テレビ系列                               |

## 視聴率について
- 唯一収録番組だった『絶対に笑ってはいけない病院24時』は視聴率が2桁だったが、ほかは1桁と低迷した。
- 2008年から2020年までの大晦日に放送された『笑ってはいけないシリーズ』は夜6時30分から6時間番組として放送された（2008年は約4時間であった）。

### 関連番組
- シャル・ウィ・ダンス?
- ダウンタウンのガキの使いやあらへんで!!
- ぐるぐるナインティナイン
- ズームイン!!SUPER
- 笑点（大笑点）